# Boomsprinkhaan
De boomsprinkhaan (Meconema thalassinum) is een rechtvleugelig insect uit de familie van de sabelsprinkhanen (Tettigoniidae) en de onderfamilie Meconematinae.

## Kenmerken
Mannetjes bereiken een lengte van 12 tot 15 millimeter, de vrouwtjes zijn 11 tot 15mm lang. De lichaamskleur is groen, op de kop, het halsschild en de vleugelbasis is een gele streep aanwezig, is geelachtig. De mannetjes hebben lange, krekel-achtige cerci, die kleine tandjes hebben aan de basis. Het vrouwtje is te herkennen aan de lange vrij smalle en nauwelijks gebogen legboor. De boomsprinkhaan is een gevleugelde soort, de vleugels reiken tot achter de achterlijfspunt en zijn groen van kleur. De vleugels hebben een lichtere beadering die doet denken aan de groene gaasvlieg (Chrysoperla carnea)

### Onderscheid met andere soorten
De boomsprinkhaan lijkt alleen op de verwante zuidelijke boomsprinkhaan, maar deze laatste soort is ongevleugeld en makkelijk te onderscheiden. Ook de (ongevleugelde) nimfen zijn te herkennen omdat deze al vier vleugels hebben in tegenstelling tot de zuidelijke boomsprinkhaan waarbij maar twee vleugels zichtbaar zijn. De zuidelijke boomsprinkhaan komt binnen de Benelux slechts op enkele geïsoleerde plaatsen voor.

## Verspreiding en habitat
De boomsprinkhaan is een algemene soort die in grote delen van Europa voorkomt en ook te vinden is in Nederland en België. Daarnaast is de soort geïntroduceerd geraakt in de Verenigde Staten, met name in Long Island, vanwaaruit het zich inmiddels wat heeft uitgebreid. Het is een bewoner van bomen en hogere struiken in verder open terreinen zoals heidevelden met bomengroepjes, stadsparken en tuinen. Boomsoorten als de eik, de hazelaar en de beuk hebben de voorkeur.

## Levenswijze
De boomsprinkhaan leeft voornamelijk van kleine, op planten levende insecten en is een overwegend nuttig dier. De boomsprinkhaan is actief gedurende de maanden juli tot november, de mannetjes laten zich vooral horen tussen zeven uur 's avonds en drie uur in de nacht. Het geluid bestaat uit een snorrend geroffel dat veroorzaakt wordt door met de poten op de ondergrond te trommelen.

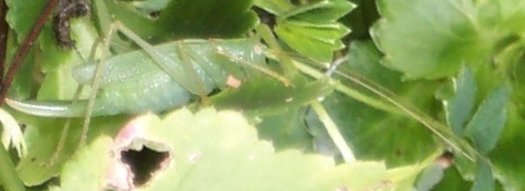
Vrouwtje
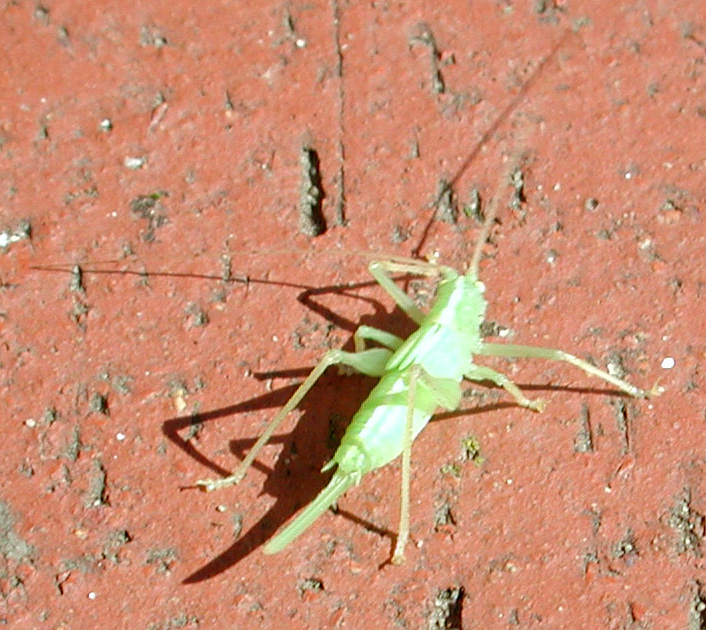
Vrouwelijke nimf
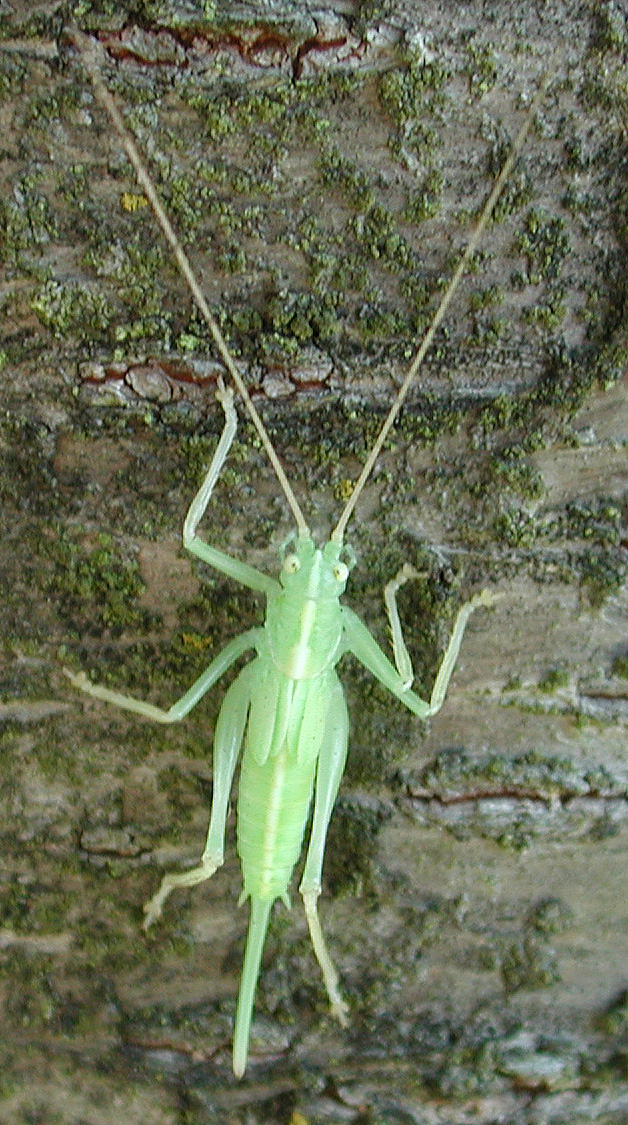
Vrouwelijke nimf
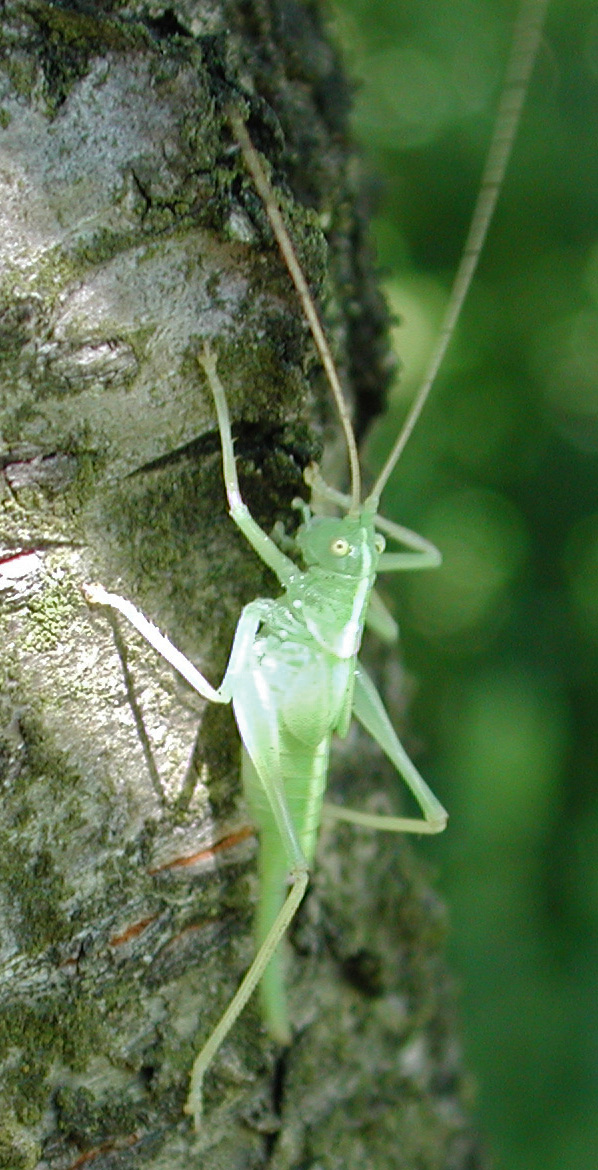
Vrouwelijke nimf